# Zero Infinito
Zero Infinito è una raccolta di canzoni di Renato Zero, pubblicata nel 2008.

## Tracce
CD1
1. Io uguale io - 4:00
2. Triangolo - 4:36
3. Vivo - 3:54
4. Madame - 3:45
5. No mamma no - 4:04
6. Baratto - 4:18
7. Inventi - 3:25
8. Un uomo da bruciare - 3:36
9. Morire qui - 3:35
10. La tua idea - 3:22
11. La favola mia - 4:21
12. Mi vendo - 4:14
13. Periferia - 4:23
14. Il cielo - 4:12
15. Sesso o esse - 4:22

durata: 60:19
CD2
1. Grattacieli Di Sale - 3:20
2. Arrendermi Mai - 4:28
3. Sbattiamoci - 3:42
4. Il carrozzone - 4:36
5. Il caos - 4:04
6. Uomo no - 4:42
7. Metrò - 2:55
8. Motel - 4:27
9. Manichini - 3:20
10. RH negativo - 3:08
11. L'ambulanza - 3:52
12. Fermo posta - 3:32
13. Sgualdrina - 3:14
14. Una guerra senza eroi - 2:57
15. Regina - 3:33

durata: 55:56
CD3
1. Non basta sai - 3:12
2. In mezzo ai guai - 2:58
3. La carroza (versione spagnola) - 3:53
4. Triangulo (versione spagnola) - 4:24
5. Una merenda di fragole - 1:49
6. Triangolo (versione inglese) - 4:42
7. Morire qui (extended version) - 4:33
8. Mi vendo (extended version) - 5:28
9. Crescendo (feat.Mariella Nava) - 2:30

durata: 33:32

## Classifiche

### Classifiche settimanali
| Classifica (2008) | Posizione massima |
| ----------------- | ----------------- |
| Italia            | 15                |